# Stephanie Kellner
Stephanie Kellner (Monaco di Baviera, 8 agosto 1975) è un attrice, doppiatrice e conduttrice radiofonica tedesca.
È madre di due figli.

## Filmografia

### Cinema
- Annas Mutter - regia di Burkhard Driest (1984)
- Hatschipuh - regia di Ulrich König (1987)

### Televisione
- Nesthäkchen - serie TV (1 episodio) (1983)
- Meister Eder und sein Pumuckl - serie TV (2 episodi)
- Aktenzeichen XY … ungelöst - serie TV (2 episodi) (1989,2010)
- Famiglia dolce famiglia (Die glückliche Familie)- serie TV (1990)
- Marienhof - serie TV (85 episodi) (1995-1998)
- Medicopter 117 - Jedes Leben zählt - serie TV (1 episodio) (2006)
- Dahoam is Dahoam - serie TV (10 episodi) (2008-2009)
- SOKO - Misteri tra le montagne (SOKO Kitzbühel) - serie TV (1 episodio) (2011)
- Der Staatsanwalt - serie TV (4 episodi) (2011-2012)
- Tempesta d'amore (Sturm der Liebe) - serie TV (4 episodi) (2012)
- Il commissario Lanz (Die Chefin) - serie TV (1 episodio) (2014)

## Doppiaggio

### Film
- Kirsten Dunst in Il giardino delle vergini suicide
- Jessica Alba in I Fantastici 4, I Fantastici 4 e Silver Surfer, Awake - Anestesia cosciente, The Eye, Love Guru,The Ten, The Killer Inside Me, Vi presento i nostri, Appuntamento con l'amore, Machete Kills, Stretch - Guida o muori, Entourage, Il fidanzato di mia sorella, Mechanic: Resurrection
- Jennifer Lawrence in Il lato positivo - Silver Linings Playbook, American Hustle - L'apparenza inganna
- Natalie Portman in Amici, amanti e...

### Film d'animazione
- Nami in One Piece - Per tutto l'oro del mondo, One Piece - Avventura all'Isola Spirale, One Piece - Il tesoro del re, One Piece - Trappola mortale, One Piece - La spada delle sette stelle, One Piece - L'isola segreta del barone Omatsuri, One Piece - I misteri dell'isola meccanica, One Piece - Un'amicizia oltre i confini del mare, One Piece - Avventura sulle isole volanti, One Piece Film: Z, One Piece Gold - Il film
- Vera in Pokémon: Jirachi Wish Maker, Pokémon: Destiny Deoxys

### Serie televisive
- Shannen Doherty in 90210
- Sonequa Martin-Green in C'era una volta
- Yara Martinez in Jane the Virgin
- Emily Rudd in One Piece

### Serie televisive d'animazione
- Naru Osaka e JunJun in Sailor Moon
- Nami in One Piece
- Chris Thorndyke in Sonic X
- Ritchie e Vera in Pokémon
- Jillian Russell in I Griffin
- Bridget in Violet Evergarden